# Blidsberg
Blidsberg – miejscowość (tätort) w Szwecji, w regionie administracyjnym (län) Västra Götaland, w gminie Ulricehamn.
Według danych Szwedzkiego Urzędu Statystycznego liczba ludności wyniosła: 540 (31 grudnia 2015), 553 (31 grudnia 2018) i 596 (31 grudnia 2019).